# Новолокти (Новосибирская область)
Новолокти — село в Искитимском районе Новосибирской области. Административный центр Гилёвского сельсовета.

## География
Площадь села — 149 гектар

## Население
| 2002 | 2007 | 2010 |
| ---- | ---- | ---- |
| 797  | ↗926 | ↘633 |

## Инфраструктура
В селе по данным на 2007 год функционируют 1 учреждение здравоохранения и 1 учреждение образования.